# Кижнер, Николай Матвеевич
Никола́й Матве́евич Ки́жнер (27 ноября [9 декабря] 1867, Москва, Российская империя — 28 ноября 1935, Москва, СССР) — русский химик-органик, почётный член Академии наук СССР (1934).

## Биография
Сын фельдшера Московского окружного военно-медицинского управления Николай Кижнер после окончания 1-й Московской классической гимназии в 1886 году поступил на естественное отделение физико-математического факультета Московского университета и с 3-го курса стал специализироваться по органической химии. Его учителями были В. Ф. Лугинин и В. В. Марковников. Окончил Московский университет с дипломом 1-й степени в 1890 году и по ходатайству В. В. Марковникова был оставлен при кафедре для приготовления к профессорскому званию.
Защитил магистерскую диссертацию «Амины и гидразины полиметиленового ряда, методы их образования и превращения» в 1895 году в Санкт-Петербургском университете, докторскую диссертацию «О действии окиси серебра и гидроксиламина на бромамины. О строении гексагидробензола» защитил в 1900 году в Московском университете. В это время читал лекции в Московском университете и в 1894—1901 годах одновременно преподавал в Александровском военном училище.
С 1901 по 1913 годы был профессором в Томском технологическом институте, с 1914 года по 1917 год преподавал в Народном университете им. Шанявского в Москве, с 1919 года руководил Центральной лабораторией Государственного треста анилинокрасочной промышленности — Научно-исследовательский институт «Анилтреста».
Тяжёлый недуг лишил его фаланг рук и ног, вследствие чего он вынужден был передвигаться на костылях. Скончался в Москве 28 ноября 1935 года. Урна с прахом захоронена в колумбарии на новом Донском кладбище (колумбарий 10).

## Открытия
В 1910 году Н. М. Кижнер открыл каталитическое разложение алкилиденгидразинов. Позднее за этой реакцией закрепилось название «реакция Кижнера — Вольфа».
В 1912 году применив каталитическое разложение к пиразолиновым основаниям, разработал универсальный метод получения замещённых циклопропанов термическим разложением пиразолинов. Эта реакция, известна как «реакция Кижнера».
С 1929 года — член-корреспондент Академии наук СССР, с 1934 года — её почётный член.

## Награды
Исследования Кинжера были премированы Русским физико-химическим обществом:
- 1893 — малая Бутлеровская премия за исследование «О гидрогенизации бензола»
- 1914 — большая Бутлеровская премия «за крупнейшие работы в области полиметиленовых соединений»

## Сочинения
- Амины и гидразины полиметиленового ряда, методы образования их и применение. М., 1895.
- О превращениях бромаминов под влиянием окиси серебра и гидроксиламина. О строении гексагидробензола. М., 1899, 119 с.
- Исследования в области органической химии, М. — Л., 1937
- Кижнер Н. М. Исследования из области циклических соединений1. О превращении циклобутилдиметилкарбинола2. О гидрогенизации тетраметиленкарбоновой кислоты // Известия Томского Технологического Института [Известия ТТИ]. — 1908. — Т. 9, № 1.